# Verkehrsgericht
Verkehrsgericht war eine Gerichtssendung, die zwischen 1983 und 2001 als Fernsehserie in Spielfilmlänge im ZDF ausgestrahlt wurde.

## Titel
Ein eigenständiges Verkehrsgericht (vereinzelt in der Serie als Verkehrsschöffengericht und Verkehrsjugendgericht handelnd), wie es der Titel suggeriert, gibt es im deutschen Gerichtsalltag nicht. Strafrechtliche Verkehrsdelikte werden vor dem Amtsgericht vor einem Einzelrichter behandelt, wenn die zu erwartende Strafe nicht mehr als zwei Jahre beträgt. Der Einzelrichter kann jedoch auch eine Freiheitsstrafe von bis zu vier Jahren verhängen, darüber hinaus muss der Fall an eine Strafkammer verwiesen werden. Bei einer Strafandrohung von mindestens einem Jahr oder einer zu erwartenden Strafe von mehr als zwei und bis zu vier Jahren Freiheitsstrafe wird der Fall ebenfalls vor einem Amtsgericht, dann jedoch vor einem Schöffengericht angeklagt. Diesem gehören neben dem vorsitzenden Berufsrichter auch zwei Schöffen an. Bei einer zu erwartenden Freiheitsstrafe von mehr als vier Jahren wird der Fall vor einer großen Strafkammer angeklagt. Dies ist jedoch in keiner einzigen Folge der Fall. Der weitere Instanzenweg kann ein Verkehrsdelikt dennoch bis zum Bundesgerichtshof (BGH) führen. Ein Strafurteil wird dort allerdings nur noch im Revisionsverfahren auf Rechtsfehler untersucht, eine neue Beweisaufnahme findet nicht statt. Zu unterscheiden ist bei einer Verkehrssache zwischen ihrem zivilrechtlichen Teil (etwa Schadensersatz) und dem strafrechtlichen Aspekt (etwa Verstoß gegen § 315c StGB – Gefährdung des Straßenverkehrs). Nur die Strafgerichtsverhandlung wurde in der Sendung gezeigt. Zivilrechtliche Themen und Versicherungsfragen waren Gegenstand der Studiodiskussionen.

## Inhalt
Regie führten Bruno Jantoss (30 Folgen), Heidi Ramlow (22 Folgen) und Ruprecht Essberger (16 Folgen), von dem bereits die Sendungen Das Fernsehgericht tagt und Ehen vor Gericht stammten. In dem 60- bis 90-minütigen Dokumentarspiel wurden Verhandlungen von fiktiven Verkehrsdelikten nachgestellt. Vor Beginn der Verhandlung wurde das Unfallgeschehen zunächst in einer Spielfilmhandlung präsentiert. Es folgte die hierauf aufbauende Gerichtsverhandlung. Mit der am 1. Dezember 2001 ausgestrahlten Folge wurde das Verkehrsgericht nach 68 Folgen eingestellt.

## Darsteller
Justizpersonal und Sachverständige wurden unter anderem von Berufsjuristen wie Margarete Nötzel (Staatsanwaltschaft), Guido Neumann, Eckhart Müller, Eugen Menken oder auch Sewarion Kirkitadse (Verteidigung) dargestellt. Der Versicherungsfachmann Wolfgang Hertel, ein Verkehrssicherheitsexperte oder auch ein Schirmherr oder eine Schirmherrin verschiedener Initiativen, darunter auch einmal Hannelore Kohl, wurden während der Verhandlungen von Moderatorin Petra Schürmann (in einer Folge vertreten durch Katja Lührs) zu einzelnen Aspekten des Falles oder der übergeordneten Problematik befragt.
In der Serie hatten als Zeugen oder Angeklagte unter anderem bekannte Schauspieler wie Manon Straché, Eva Kryll, Paul Neuhaus, Andreas Seyferth, Brigitte Grothum, Michel Guillaume oder Martin Semmelrogge einen oder mehrere Auftritte.

## Episodenliste
| Folge | Titel                                  | Erstausstrahlung | Regie                            | Besonderheiten | Gastauftritte bekannterer Schauspieler                                                                           | Unfallort |
| ----- | -------------------------------------- | ---------------- | -------------------------------- | --- | --- | --- |
| 1     | Wolfgang A. fuhr ohne Führerschein     | 25. Okt. 1983    | Ruprecht Essberger               | Studiodauergast Wolfgang Hertel aus den späteren Folgen ist hier noch nicht dabei. | Axel Scholtz, Karlheinz Lemken                                                                                   | 85774 Unterföhring, Kreuzung Blumenstraße/Feldstraße                                                                                                |
| 2     | Kleiner Blechschaden mit großen Folgen | 15. Nov. 1983    | Ruprecht Essberger               | | Joachim Wörmsdorf, Gustl Datz                                                                                    | |
| 3     | PKW contra Mofa                        | 20. Dez. 1983    | Ruprecht Essberger               | Es wird ein umfassendes Verhandlungsgespräch zwischen dem Rechtsanwalt des Geschädigten und dem Vertreter der gegnerischen Versicherung gezeigt. | Michel Guillaume, Christine Neubauer, Ossi Eckmüller                                                             | 80807 München, Kreuzung Knorrstraße/Keferloherstraße                                                                                                |
| 4     | Nach Auffahrunfall ins Gefängnis?      | 3. Apr. 1984     | Ruprecht Essberger               | Es wird ein Dolmetscher vor Gericht zugelassen, dessen Dienste aber anscheinend nicht benötigt werden. Es wird umfassend über die versicherungstechnische Situation bei Unfällen mit ausländischen Autos sowohl im Inland als auch im Ausland diskutiert. Ebenso wurden mögliche Unfallschäden von westdeutschen Autos in der damals noch existierenden DDR thematisiert. | Hans Stadlbauer, Anton Feichtner                                                                                 | 81679 München, Kreuzung Donaustraße/Ebersberger Straße                                                                                              |
| 5     | Christine C. verließ den Unfallort     | 25. Sep. 1984    | Ruprecht Essberger               | Unfallbeteiligung einer Straßenbahn. Eine Zeugin wird vereidigt. Im Laufe der Verhandlung stellt sich heraus, dass die festgestellte Blutalkoholkonzentration der Angeklagten vollständig auf einen ausgiebigen Nachtrunk zurück geht. | Eva Kinsky, Helga Lehner, Holger Petzold                                                                         | 80333 München, Kreuzung Karlstraße/Barer Straße |
| 6     | Angeklagt: Ein Fußgänger               | 2. Apr. 1985     | Ruprecht Essberger               | In der Folge selbst wird fälschlicherweise die benachbarte Lindenstraße als Unfallort genannt. Moderatorin Petra Schürmann nimmt im Gespräch mit Unfallforscher Max Danner Bezug auf den Mofa-Unfall in Folge 3 | Bruno W. Pantel                                                                                                  | 85774 Unterföhring, Blumenstraße 6 |
| 7     | Tod eines Radfahrers                   | 30. Apr. 1985    | Ruprecht Essberger               | Neben dem titelgebenden tödlichen Fahrradunfall wird umfassend gezeigt, wie die Polizei im Falle einer Fahrerflucht ermittelt. Ein weiteres Thema dieser Folge ist die Versorgung der Hinterbliebenen im Falle eines unverheirateten Paares. | | Staatsstraße 2053 bei Ismaning; Unterföhring, Aschheimer Straße 12                                                                                  |
| 8     | Vorsicht: Zwillinge unterwegs          | 21. Mai 1985     | Ruprecht Essberger               | Ein Zeuge, der von derselben Richterin schon in Folge 4 verurteilt und um den Führerschein gebracht wurde, sagt hier als Fußgänger aus und wird darauf auch angesprochen. Es ist zudem eine von nur zwei Folgen, in denen die Angeklagte freigesprochen wird. Dies ist außerdem in Folge 44 der Fall, wobei Folge 8 die einzige ist, die gänzlich ohne Verurteilung endet. Es gibt ansonsten nur Verfahrenseinstellungen oder ausgeschiedene Anklagepunkte. Ausnahmsweise wird der Abspann dieser Folge mit Musik unterlegt (Precious Little Diamond von der Gruppe Fox the Fox).                                              | Günter Clemens, Wega Jahnke, Hans Stadlbauer                                                                     | 85748 Garching, Kreuzung Auweg/Königsberger Straße                                                                                                  |
| 9     | Ein schwarzer Tag für Steffi           | 20. Aug. 1985    | Ruprecht Essberger               | | Lothar Mann, Eva Astor                                                                                           | 80638 München, Gutenbergstraße 22 |
| 10    | Hätte Marion T. mit Gurt überlebt?     | 24. Feb. 1986    | Ruprecht Essberger               | Folge mit Überlänge (150 Minuten). Ein Einsatz des ADAC-Rettungshubschraubers wird gezeigt. Die Schöffen werden ungewöhnlich oft einbezogen. | Jens-Daniel Herzog, Willy Schultes                                                                               | |
| 11    | Vorsicht Geisterfahrer                 | 5. Mai 1986      | Ruprecht Essberger               | Thematisiert werden mögliche Folgen einer aus einem Unfall resultierenden Krankschreibung im Urlaub und eines durch den Unfall ursächlich herbeigeführten Verlustes des Fötus bei fortgeschrittener Schwangerschaft. | Barbara Kutzer, Niels Clausnitzer, Luis Lamprecht, Werner Schulze-Erdel                                          | A 99 im (damals nur teilweise fertiggestellten) Autobahndreieck München-Feldmoching (Drehort); A 9 zwischen Eching und Garching-Nord (Handlungsort) |
| 12    | Kettenreaktion                         | 14. Juli 1986    | Ruprecht Essberger               | | Hermann Giefer, Susann B. Winter, Conny Glogger, Frauke Sinjen, Thekla Mayhoff                                   | 80639 München, Nibelungenstraße 9 |
| 13    | Ende einer Probefahrt                  | 15. Sep. 1986    | Heidi Ramlow (als Heidi Klöppel) | Einer der beiden Angeklagten wird aus der JVA vorgeführt. | Eva Ingeborg Scholz                                                                                              | |
| 14    | Schwerer Unfall mit tragischen Folgen  | 10. Nov. 1986    | Ruprecht Essberger               | Wegen der schweren Folgen des Unfalls für den Angeklagten (Erblindung, Querschnittlähmung, Verlust einer Niere) und unter Berücksichtigung des Mitverschuldens des getöteten Unfallgegners und der besonders ausdrücklichen Reue des Angeklagten wird von Strafe abgesehen (§ 60 S. 1 StGB). Dies ist der einzige Fall, in dem so verfahren wird. | Ulrich von Dobschütz, Ursula Karven, Andreas Seyferth                                                            | |
| 15    | Fahrradflirt                           | 3. Feb. 1987     | Bruno Jantoss                    | | Tonio von der Meden, Franziska Stömmer                                                                           | 80939 München, Kreuzung Situlistraße/Heinrich-Groh-Straße                                                                                           |
| 16    | Rentner lief vor’s Auto                | 1. Juni 1987     | Bruno Jantoss                    | Während der Verhandlung stellt sich heraus, dass das Unfallopfer bereits vor der Verhandlung verstorben ist und beigesetzt wurde. Die Verhandlung wird mehrmals unterbrochen und die Exhumierung angeordnet, wodurch sich herausstellt, dass der Tod auf die Folgen der beim Unfall erlittenen Verletzungen zurück geht. | Paul Neuhaus | 81679 München, Donaustraße 5 |
| 17    | Angeklagt: Ein Fahrlehrer              | 21. Sep. 1987    | Ruprecht Essberger               | Ein Sachverständiger, der eigentlich erst für das nicht genannte nächste Verfahren erscheint, wird kurzfristig einbezogen. | Reinhard Kolldehoff                                                                                              | 80805 München Kreuzung Johann-Fichte-Straße/Reventlowstraße                                                                                         |
| 18    | Hunde bitte anleinen                   | 26. Okt. 1987    | Ruprecht Essberger               | Unfallauslöser ist ein ungesicherter Hund. Im Vorfeld der Verhandlung schüchtert der Angeklagte einen der Zeugen derart ein, dass dieser sich zu einer Falschaussage genötigt sieht. | Wilm Roil, Nino Korda                                                                                            | 80805 München, Crailsheimstraße vor dem Haus Josef-Raps-Straße 1                                                                                    |
| 19    | Gefährliche Küsse                      | 2. Feb. 1988     | Bruno Jantoss                    | | Gracia-Maria Kaus, Claus-Dieter Reents                                                                           | |
| 20    | Geplanter Unfall                       | 17. Mai 1988     | Bruno Jantoss                    | Verkehrsschöffengericht. Der Unfall ist ein dreister Versicherungsbetrug. | Georg Einerdinger                                                                                                | 81925 München, Kreuzung Albert-Stifter-Straße/Opitzstraße                                                                                           |
| 21    | Unfall nach Discobesuch                | 20. Sep. 1988    | Bruno Jantoss                    | Verkehrsschöffensache, Dramatische Gerichtsverhandlung nach dem Tod eines jungen Mannes. Hauptangeklagter Rüdiger Burkhardt wegen Tötung des Freundes durch Unfall nach Discobesuch. Das Thema Organspende wird in dieser Folge auch angeschnitten und behandelt. | Mark Bellinghaus, Hannes Hirth, Nini von Quast, Peter Musäus, Gabriele Kastner, Veronika von Quast, Fred Berhoff | |
| 22    | Vorsicht Wildwechsel                   | 22. Nov. 1988    | Bruno Jantoss                    | Hannelore Kohl als Präsidentin des Kuratorium ZNS (2005 umbenannt in ZNS – Hannelore Kohl Stiftung) für hirnverletzte Unfallopfer mit Schädel-Hirn-Trauma als Studiogast. Serienschöpfer Ruprecht Essberger mit einem Cameo-Auftritt als Regisseur. | Henry van Lyck, Willy Schultes, Carin C. Tietze                                                                  | |
| 23    | Tod auf dem Gehweg                     | 24. Okt. 1989    | Bruno Jantoss                    | Die einzige Folge des Jahres 1989 | Michel Guillaume, Evelyn Palek                                                                                   | 85774 Unterföhring, Blumenstraße 47 |
| 24    | Bei Rot über die Kreuzung              | 6. Feb. 1990     | Bruno Jantoss                    | Ein nächtlicher Autounfall unter Haschisch-Einfluss wird gezeigt. | Elke Rieckhoff, Sepp Schauer, Christiane Blumhoff, Andreas Sportelli                                             | 81675 München, Kreuzung Kirchenstraße/Seeriederstraße                                                                                               |
| 25    | Auch Trabis haben Vorfahrt             | 9. Okt. 1990     | Bruno Jantoss                    | Verkehrsschöffengericht. Der Unfallort lt. Anklageschrift ist fiktiv, es gibt weder eine Anschlussstelle Freihofen, noch die Bundesautobahn 97. | Anton Pointecker, Jürgen Polzin, Manon Straché                                                                   | |
| 26    | Unfall ohne Führerschein               | 19. Feb. 1991    | Bruno Jantoss                    | Verkehrsschöffengericht. Ein Zeuge gibt vor, mit der Mitangeklagten verlobt zu sein. Es fliegt jedoch schnell auf, dass das Verlöbnis lediglich den Zweck hat, ein Zeugnisverweigerungsrecht gem. §§ 52 ff. Strafprozessordnung (StPO) zu erwirken. Im Gespräch mit Petra Schürmann geht der Unfallforscher Max Danner auf die besonderen Risiken für Fußgänger und Radfahrer ein, bei einem Unfall von einem LKW überrollt zu werden und fordert die Umsetzung eines Gesetzes, Nutzfahrzeugen einen Unterfahrschutz (hier „Flankenschutz“ genannt) vorzuschreiben. Dies war zum Zeitpunkt dieser Episode noch nicht der Fall. | Walter Fitz | 80939 München, Kreuzung Situlistraße/Albertus-Magnus-Platz                                                                                          |
| 27    | Amokfahrt eines Betrunkenen            | 25. Juni 1991    | Bruno Jantoss                    | Verkehrsschöffengericht, Unterbrechung der Verhandlung durch Erweiterung der Anklage. | Claus-Dieter Reents, Marie-Charlott Schüler                                                                      | |
| 28    | Unfall nach Reifenschaden              | 13. Aug. 1991    | Bruno Jantoss                    | | Michael Gahr, Hans Steinberg                                                                                     | |
| 29    | Unfallopfer: ein Kind                  | 15. Okt. 1991    | Heidi Ramlow                     | | Jürgen Polzin, Marian Jung, Marc Jung                                                                            | 80639 München, Fußgängerüberweg an der Einmündung der Nymphenburger Straße in die Romanstraße                                                       |
| 30    | Unfall aus Eifersucht                  | 26. Nov. 1991    | Ruprecht Essberger               | Verkehrsschöffengericht. Der Staatsanwalt kündigt hier zum einzigen Male sofort nach Urteilsverkündung Rechtsmittel an. Eine Crossover-Folge des ZDF-Formats Ehen vor Gericht schließt unmittelbar an die Handlung an. | Andrea L’Arronge, Will Danin                                                                                     | 81667 München, Kellerstraße 37 |
| 31    | Der Unfall an der Brücke               | 20. Juli 1992    | Bruno Jantoss                    | Es wird nicht der eigentlich ursächliche „Volltreffer“ eines Steinwurfs, sondern der daraus resultierende Folgeunfall verhandelt. Ein Zeuge übergibt dem Staatsanwalt in Annahme, es gehe um die Steinewerfer, einen für weitere Würfe bereits am Tatort bereitgelegten Pflasterstein. | Robinson Reichel                                                                                                 | |
| 32    | Unfallflüchtig 2 alte Damen            | 17. Aug. 1992    | Bruno Jantoss                    | Die Angeklagte gibt aus Altersgründen freiwillig ihren Führerschein ab. | Alice Franz | |
| 33    | Bewusstlos über Rot                    | 28. Sep. 1992    | Heidi Ramlow                     | Ausnahmsweise moderierte diese Folge statt Petra Schürmann Katja Lührs. Sequenzen aus dem Motorradunfall sind im ab Folge 45 eingeführten Vorspann zu sehen. | Karlheinz Lemken, Philipp Seiser                                                                                 | 81241 München, Kreuzung Gräfstraße/Josef-Retzer-Straße                                                                                              |
| 34    | Angeklagt: Ein Radfahrer               | 16. Nov. 1992    | Heidi Ramlow                     | Es wird ein umfassendes Beratungsgespräch zwischen zwei Ärzten und der Mutter eines verstorbenen Mädchens zum Thema Organspende gezeigt. Der Zusammenstoß der drei Fahrräder ist Teil des ab Folge 45 eingespielten Vorspanns. | Claudia Butenuth                                                                                                 | 80801 München, Römerstraße 9 |
| 35    | Busunfall                              | 28. Juni 1993    | Bruno Jantoss                    | | Ralf-Günter Krolkiewicz, Katrin Fröhlich                                                                         | |
| 36    | Tod im Rettungswagen                   | 9. Aug. 1993     | Bruno Jantoss                    | Diese Folge baut auf eine vorherige auf. Eine Figur verliert in beiden Folgen je einen Familienangehörigen in direkter Linie. Der Angeklagte wird polizeilich vorgeführt, nachdem er dem ursprünglich angesetzten Verhandlungstermin unentschuldigt fern blieb. Er fällt zudem durch seine Rechthaberei und innerhalb der Sendereihe beispiellose Uneinsichtigkeit auf. | Paul Neuhaus | 80538 München, Kreuzung Unsöldstraße/Bruderstraße                                                                                                   |
| 37    | Unfallflüchtig: Zwei Fußgänger         | 8. Nov. 1993     | Heidi Ramlow                     | | Pius Schmitt, Norbert Heckner                                                                                    | 85748 Garching, Mühlfeldweg 46–48 |
| 38    | Eingesperrt im Kofferraum              | 13. Dez. 1993    | Heidi Ramlow                     | Verkehrsschöffengericht. Der Unfall steht in Zusammenhang mit einer Sexualstraftat. Der Angeklagte wird aus der JVA vorgeführt. Ein Zeuge muss vom Justizpersonal vom Richterinnentisch weggeführt werden und entgeht knapp einer Ordnungsstrafe. | Andreas Kern, Julia Dahmen                                                                                       | 85774 Unterföhring, Kreuzung Bahnhofstraße/Föhringer Allee                                                                                          |
| 39    | Bummler und Drängler                   | 30. Mai 1994     | Bruno Jantoss                    | Es kommt nach einem Verkehrsunfall zu einer Schlägerei, bei der zum Zwecke der Notwehr Pfefferspray eingesetzt wird. | Luis Lamprecht, Petra Drechsler, Thomas Darchinger                                                               | |
| 40    | Autoklau unter Drogen                  | 6. Juni 1994     | Bruno Jantoss                    | Verkehrsschöffengericht | Evelyn Palek, Hans Steinberg                                                                                     | |
| 41    | Fahrradrowdy                           | 31. Okt. 1994    | Heidi Ramlow                     | Es wird ein Unfall mit einem Fahrrad und einer Fahrgemeinschaft gezeigt. Die Versicherungsfragen bei Fahrgemeinschaftsunfällen werden umfassend von Moderatorin Petra Schürmann und dem Versicherungsexperten Wolfgang Hertel diskutiert. Der Abspann ist in dieser Episode mit Techno unterlegt. Vor Folge 45 ist dies eine von drei (neben den Folgen 8 und 42), deren Abspanne mit Musik unterlegt sind. | Falk-Willy Wild, Amsi Kern                                                                                       | 80939 München, Situlistraße 54 & Situlistraße 70 |
| 42    | Massenkarambolage                      | 5. Dez. 1994     | Heidi Ramlow                     | Eine Schulklasse beobachtet die Verhandlung. Der entstandene Schaden des Unfalls dieser Folge übertrifft den aller anderen Folgen. Der Abspann dieser Episode ist klassischer Musik unterlegt. Der ab Folge 45 eingeführte Vorspann zeigt hauptsächlich Szenen aus dieser Episode. | Walter von Hauff                                                                                                 | |
| 43    | Selbstmord auf Raten                   | 12. Juni 1995    | Bruno Jantoss                    | Ein versuchter Suizid im Straßenverkehr eines depressiven Autofahrers wird gezeigt. Da der Angeklagte zum ursprünglich angesetzten Termin nicht erscheint, wird er zum neuen Termin polizeilich vorgeführt. Am Ende der Verhandlung teilt Moderatorin Petra Schürmann dem Zuschauer mit, dass der Angeklagte zwei Wochen nach der Verurteilung Suizid begangen hat. | Sebastian Schipper, Paul Neuhaus                                                                                 | |
| 44    | Wer tötete Erwin K.?                   | 26. Juni 1995    | Bruno Jantoss                    | Verkehrsschöffengericht. Die Verhandlung wird unterbrochen und einige Tage später fortgesetzt. Es ist neben Folge 8 eine von nur zwei, die mit einem Freispruch enden, wobei ein weiterer Angeklagter zu einer Freiheitsstrafe ohne Bewährung verurteilt wird. | Roland Astor, Cornelia Corba                                                                                     | |
| 45    | Gefährliche Transporte                 | 4. Dez. 1995     | Heidi Ramlow                     | Ab dieser Episode hat die Sendereihe einen festen Vorspann mit Titelmusik, die auch im Abspann eingespielt wird. Ein bei dem Unfall entstandenes Video wird bei der Verhandlung abgespielt. | Nate Seids | |
| 46    | Panik am Steuer                        | 24. Mai 1996     | Heidi Ramlow                     | | Anton Feichtner                                                                                                  | |
| 47    | Der letzte Suff ist nicht versichert   | 14. Okt. 1996    | Bruno Jantoss                    | | Michael Schreiner, Stefan Born                                                                                   | |
| 48    | Wettfahrt in den Tod                   | 11. Nov. 1996    | Bruno Jantoss                    | | | 81927 München, Kreuzung Cosimastraße/Regina-Ullmann-Straße                                                                                          |
| 49    | Auf Disco-Tour und XTC                 | 9. Dez. 1996     | Heidi Ramlow                     | Beamte in Zivil nehmen einen Fahrerflüchtigen fest. | | |
| 50    | Chaos durch Gaffer                     | 27. Jan. 1997    | Heidi Ramlow                     | Staatsanwalt und Sachverständiger erscheinen am Unfallort. | Annette Kreft, Werner Zeussel                                                                                    | 81679 München, Kreuzung Donaustraße/Ebersberger Straße                                                                                              |
| 51    | Folgenschweres Bremsmanöver            | 16. Juni 1997    | Bruno Jantoss                    | Im Verlauf der Verhandlung stellt sich heraus, dass der Unfall ursprünglich inszeniert wurde, um die Versicherung zu betrügen und ein Beteiligter nur zufällig verwickelt wurde. | Georg Einerdinger                                                                                                | |
| 52    | Eine Schrecksekunde zu viel            | 21. Juli 1997    | Bruno Jantoss                    | Die Folge weist eine für die Reihe ungewöhnliche Dramaturgie auf, bei der der Zuschauer erst während der Verhandlung in Rückblenden erfährt, was tatsächlich im Inneren des Unfallwagens geschah. | Michael Tanneberger, Angela Ascher, Anna Carlsson, Anton Pointecker                                              | |
| 53    | Asphaltflitzer                         | 8. Dez. 1997     | Heidi Ramlow                     | Der durch die Serie Richter Alexander Hold bekannt gewordene Jurist Sewarion Kirkitadse tritt in dieser Folge als Verteidiger des Angeklagten auf. Ein zunächst beschuldigter Skater ermittelt und stellt den tatsächlichen Unfallverursacher, dessen Schuld erst anhand der eindeutigen Indizien nachgewiesen wird. Im Studiogespräch wird auf die besonderen Gefahren eingegangen, die von auf der Hutablage mitgeführten schweren oder massiven Gegenständen ausgeht. | | 81375 München, Kreuzung Ossingerstraße/Neufriedenheimer Straße                                                                                      |
| 54    | Keine Angst vorm Militär               | 2. Feb. 1998     | Heidi Ramlow                     | | Maria Singer | 85435 Erding, Kreuzung Sigwolfstraße/Anton-Bruckner-Straße                                                                                          |
| 55    | Absolut fahruntüchtig                  | 9. Juli 1998     | Bruno Jantoss                    | Ab dieser Folge finden die Gerichtsverhandlungen vor einer neuen Kulisse statt. Diese wurde durch das ZDF auch für das tägliche Format Streit um Drei genutzt. Inhaltlich dreht sich die Folge um das Thema Scheinselbständigkeit bei Fernfahrern | Harald Wieczorek                                                                                                 | |
| 56    | Gefährliches Überholmanöver            | 6. Aug. 1998     | Bruno Jantoss                    | | Gerhard Wittmann                                                                                                 | Ismaning, bei Fischerhäuser |
| 57    | Missglückte Probefahrt                 | 1998             | Bruno Jantoss                    | Ein Unfallopfer verstirbt in der Nacht vor der Verhandlung. Erst während des Prozesses stellt sich heraus, dass nicht der Angeklagte, sondern ein Zeuge der Unfallfahrer war. Somit erfolgt eine Verurteilung für eine andere als die zunächst angeklagte Straftat. | | |
| 58    | Schlacht um den Parkplatz              | 4. März 1999     | Heidi Ramlow                     | Der durch die Fernsehserie Streit um Drei bekannt gewordene Jurist Eugen Menken spielt hier den Verteidiger der Angeklagten. | Martin Semmelrogge, Dustin Semmelrogge                                                                           | |
| 59    | Verbotene Fahrten                      | 8. Juli 1999     | Heidi Ramlow                     | | Joosten Mindrup, Margitta-Janine Lippok                                                                          | |
| 60    | Geplatzte Träume                       | 1999             | Bruno Jantoss                    | Verfahrenseinstellung nachdem sich herausstellt, dass der Unfall durch einen früheren Unfallschaden am zuvor gekauften Auto verursacht wurde, den der Verkäufer in betrügerischer Absicht verschwiegen hatte. | | |
| 61    | Tödliche Streiche                      | 1999             | Heidi Ramlow                     | | | |
| 62    | Starke Frauen                          | 1999             | Heidi Ramlow                     | | Heiko Dietz | |
| 63    | Fahrstunde zum Tod                     | 7. Okt. 1999     | Heidi Ramlow                     | Der Pianist Lou Karpa, der für die Titelmusik der Serie verantwortlich zeichnete, mit einer größeren Rolle, auch mit Klaviereinsatz. | Angela Sandritter, Gerhard Hartig                                                                                | |
| 64    | Kinder haben keine Bremse              | 21. Juni 2000    | Heidi Ramlow                     | Der durch die Fernsehserie Streit um Drei bekannt gewordene Jurist Guido Neumann spielt hier den Verteidiger eines Angeklagten. | Karlheinz Lemken, Brigitte Grothum                                                                               | |
| 65    | Durchgedreht                           | 4. Okt. 2000     | Bruno Jantoss                    | | | |
| 66    | Ende einer Legende                     | 9. Juni 2001     | Bruno Jantoss                    | | Paul Neuhaus | |
| 67    | Tödliche Falle                         | 7. Juli 2001     | Heidi Ramlow                     | | | |
| 68    | Rollende Schatten                      | 1. Dez. 2001     | Heidi Ramlow                     | | Ulla Geiger | |